# Червоні Маяки
Червóні Мая́ки — село в Заваллівській громаді Голованівського району Кіровоградської області України. Населення становить 37 осіб.

## Населення
Згідно з переписом УРСР 1989 року чисельність наявного населення села становила 104 особи, з яких 53 чоловіки та 51 жінка.
За переписом населення України 2001 року в селі мешкало 69 осіб.

### Мова
Розподіл населення за рідною мовою за даними перепису 2001 року:
| Мова       | Відсоток |
| ---------- | -------- |
| українська | 95,71 %  |
| білоруська | 1,43 %   |
| молдовська | 1,43 %   |
| російська  | 1,43 %   |